# Lechner Gyula (festő)
Lechner Gyula, von der Lech (Pest, 1841. február 5. – Budapest, 1914. június 10.) jogász, festőművész, grafikus, szobrász, iparművész, rajztanár, műfordító, író. Lechner Ödön építész testvére, Lechner János Ödön festő nagybátyja.

## Élete
A délnémet származású pesti patrícius családok egyikének sarja. A Lechner család már a 17. század végén élt Pestben. Lechner Nepomuk János (1812–1884), hites ügyvéd, fővárosi főadószedő, téglagyár-tulajdonos, és Schumayer Terézia (1817–1895) fiaként született. Apai nagyszülei idősebb Lechner Nepomuk János (1774–1845) építőanyag-gyáros, pesti királyi szépítőbiztos és Hupf Erzsébet 1786–1853) voltak.
Középiskolai tanulmányait Pesten és Szegeden végezte, majd 1859 októberétől a Pesti Magyar Királyi Tudományegyetem joghallgatója volt. 1864-től 1874-ig ügyvédkedett és szülővárosa politikai életében is tevékenyen részt vett. 1874-ben művészi hajlamainak engedve a festészet és szobrászatra adta magát és meghonosította a terrakottagyártást hazánkban. Részt vett a Magyar Királyi Operaház, a városligeti jégcsarnok, a budaörsi templom, az államvasúti nyugdíjintézeti palota és a kecskeméti ház díszítési munkálataiban. Később a festészetre adta magát és arcképeivel állat- és tájfestményeivel gyakran lehetett találkozni a budapesti Műcsarnok és a Nemzeti Szalon kiállításain. 1878-ban középtanodai és tanítóképezdei oklevelet nyert. 1879-ben a budapesti VIII. kerületi reáliskolában alkalmazták rajztanárként, majd 1880-ban a fővárosi iparrajziskolához helyezték át, ahol 1912-ig működött. Költészettel is foglalkozott és versei, melyek többnyire álnév alatt jelentek meg, összegyűjtve Régi emlékek cím alatt jelentek meg egy kötetben. Mint műfordító nagy érdemeket szerzett Madách Imre: Az ember tragédiájának német fordításával. Egyéb műfordításai közül megemlítendők a Neue ungarische Dichter című antológia és Beöthy Zsolt Ráskai Leajának, Bartók Lajos Thurán Annájának és Zemplényi Árpád Thuráni dalainak, valamint saját költeményeinek német fordítása. Az 1881. évi nőiparkiállítás alkalmával aranyéremmel, az 1885-ös országos kiállításon közreműködési éremmel tüntették ki. Testvérével, Lechner Ödönnel egyazon napon hunyt el, 1914. június 10-én. A Fiumei úti sírkertben nyugszik (J.129).

## Házassága és gyermekei
Felesége a római katolikus polgári származású Uhink Mária Antónia (1841–1916) volt, akit 1866. szeptember 25-én Pesten vett nőül. A házasságukból született:
- Lechner Margit Bolda (1873–1957). Férje, Zemplényi Tivadar (1864–1917) festőművész.
- Lechner Gabriella Klotild (1875–1947). Férje, Wonaszek A. Antal (1871–1902) csillagász, fizikus, gimnáziumi tanár.
- Lechner Tibor Gyula (1877–1932) főgimnáziumi tanár. Felesége, Liska Józsa Emília.
- Kismarty-Lechner Jenő (1878–1962) építész, építészettörténeti író. Felesége, Unger Anna Mária (1880–1963).
- Lechner Ilma Róza (1880–1968). Férje, Liska Béla (1878–1936) államvasúti mérnök, műszaki tanácsos.
- Kismarty-Lechner Loránd (1883–1963) építész, műegyetemi tanár. Felesége, Hümpfner Otília Mária (1882–1962).